# Vollstreckungsauftrag
Vollstreckungsauftrag ist ein Auftrag des Gläubigers an den Gerichtsvollzieher, die Zwangsvollstreckung durchzuführen (§ 753 Abs. 1 ZPO). 
Für die Strafvollstreckung sind die Staatsanwaltschaften, für die Verwaltungsvollstreckung die Vollstreckungsbehörden zuständig.

## Bedeutung
Durch den Vollstreckungsauftrag und die Übergabe einer vollstreckbaren Ausfertigung des Vollstreckungstitels wird der Gerichtsvollzieher ermächtigt, Leistungen des Schuldners entgegenzunehmen und diese zu quittieren sowie mit Wirkung für den Gläubiger Zahlungsvereinbarungen (Ratenzahlung) zu treffen (§ 754, § 802b ZPO).
Außerdem ist der Gerichtsvollzieher bei der Zwangsvollstreckung wegen Geldforderungen gem. § 802a Abs. 2 ZPO befugt,
1. eine gütliche Erledigung zu versuchen (§ 802b ZPO);
2. eine Vermögensauskunft des Schuldners einzuholen;
3. Auskünfte Dritter über das Vermögen des Schuldners einzuholen (§ 802l ZPO), etwa bei den Trägern der gesetzlichen Rentenversicherung, dem Bundeszentralamt für Steuern oder dem Kraftfahrt-Bundesamt;
4. die Pfändung und Verwertung körperlicher Sachen zu betreiben;
5. eine Vorpfändung (§ 845 ZPO) durchzuführen; hierfür bedarf es nicht der vorherigen Erteilung einer vollstreckbaren Ausfertigung und der Zustellung des Schuldtitels.

Weitere Vollstreckungsmaßnahmen, mit denen der Gerichtsvollzieher beauftragt werden kann, sind insbesondere
1. die Verhaftung des Schuldners gem. § 802g Abs. 2 ZPO, um eine Vermögensauskunft zu erzwingen (Erzwingungshaft) und
2. die Ermittlung des Aufenthaltsorts des Schuldners bei der Meldebehörde oder dem Ausländerzentralregister (§ 755 ZPO).

Ein beschränkter Vollstreckungsauftrag ist im Wohnraummietrecht der Auftrag zur Berliner Räumung gem. § 885a ZPO.

## Form
Der Vollstreckungsauftrag kann entweder unmittelbar an den zuständigen Gerichtsvollzieher übersandt werden oder an die Gerichtsvollzieherverteilstelle des Amtsgerichts, die den Auftrag dann an den zuständigen Gerichtsvollzieher weiterleitet (§ 753 Abs. 2 ZPO). Seit dem 1. April 2016 besteht für Vollstreckungsaufträge wegen Geldforderungen Formularzwang nach § 753 Abs. 3 ZPO i. V. m. der Verordnung über Formulare für die Zwangsvollstreckung (Zwangsvollstreckungsformular-Verordnung - ZVFV). Mit anderen Arten der Vollstreckung darf der Gerichtsvollzieher auch formlos beauftragt werden.
Welchen Auftrag der Gerichtsvollzieher ausführen soll, muss der Gläubiger im Antragsformular angeben. 

## Kosten
Der Gerichtsvollzieher kann für die Durchführung des Vollstreckungsauftrags einen Kostenvorschuss nach § 4 GvKostG vom Gläubiger beanspruchen. Die Bewilligung von Prozesskostenhilfe für die Durchführung des Vollstreckungsauftrags ist möglich.

## Rechtsschutz
Verweigert der Gerichtsvollzieher die Durchführung des Vollstreckungsauftrags, ist für den Gläubiger das Rechtsmittel der Erinnerung gegeben (§ 766 ZPO).